# الکساندر هورشکوف
الکساندر هورشکوف (اوکراینی: Олександр Вікторович Горшков؛ زادهٔ ۸ فوریهٔ ۱۹۷۰) بازیکن فوتبال اهل اوکراین است.
از باشگاه‌هایی که در آن بازی کرده‌است می‌توان به باشگاه فوتبال آرسنال کی‌یف، باشگاه فوتبال چورنومورتس اودسا، باشگاه فوتبال ژمچوژینا-سوچی، باشگاه فوتبال ساترن رامنسکویه، و باشگاه فوتبال زنیت سن پترزبورگ اشاره کرد.
وی همچنین در تیم‌های ملی فوتبال روسیه و اوکراین بازی کرده‌است.